# مسووویتسه
مسووویتسه (به لاتین: Mysłowice) یک منطقهٔ مسکونی در لهستان است که در استان سیلسیان واقع شده‌است. مسووویتسه ۶۵٫۷۵ کیلومتر مربع مساحت و ۷۵٬۴۲۸ نفر جمعیت دارد.

## خواهرخوانده
شهرهای انتسکرایس، فریدک-میستک و ناپل خواهرخوانده‌های مسووویتسه هستند.